# Goniopteris hillii
Goniopteris hillii là một loài dương xỉ trong họ Thelypteridaceae. Loài này được W.W.Watts mô tả khoa học đầu tiên năm 1916.
Danh pháp khoa học của loài này chưa được làm sáng tỏ. 